# 孙鸿志
孙鸿志（1965年9月—），男，吉林蛟河人，中华人民共和国政治人物。阜新矿业学院电气工程系电气自动化专业、吉林大学管理学院技术经济及管理专业毕业，在职研究生学历，工学硕士和管理学博士，高级工程师，研究员。第十一届全国人民代表大会吉林地区代表。

## 生平
1986年7月加入中国共产党。1986年7月参加工作。2006年任松原市人民政府市长。2008年当选为第十一届全国人大代表。2013年5月任国家工商行政管理总局副局长。
2014年12月26日，因涉嫌严重违纪违法，接受组织调查。2015年6月15日，孙鸿志被双开。据查，孙严重违反组织纪律，隐瞒不报个人有关事项；严重违反廉洁自律规定，长期占用公车，收受礼金，公款吃喝、住宿、旅游、报销个人费用；利用职务上的便利在干部选拔任用、企业经营等方面为他人谋取利益，索取、收受巨额贿赂；严重违反社会主义道德，与他人通奸；妨害社会管理秩序。其中，受贿问题涉嫌犯罪，经审理查明：2002年至2014年，被告人孙鸿志利用担任吉林省煤炭工业局副局长、党组书记、局长、中共松原市委副书记、松原市人民政府市长、国家工商行政管理总局广告监督管理司司长、副局长等职务上的便利以及职权和地位形成的便利条件，为相关单位和个人在申请、核销借款、承揽工程及职务晋升等事项上提供帮助，单独或伙同其妻非法收受相关单位和个人财物，共计折合人民币1420.824971万元，另有人民币953.989577万元的财产不能说明来源。2017年2月17日，山东省泰安市中级人民法院一审宣判，孙鸿志犯受贿罪、贪污罪、巨额财产来源不明罪，数罪并罚，判处有期徒刑十八年，并处罚金180万元。对孙鸿志受贿所得、不能说明来源的非法所得予以追缴，上缴国库；贪污所得依法返还吉林省松原市人民政府；虎皮、豹皮各一张予以没收，上缴国库。